# Beachvolleyboll vid panamerikanska spelen 2011
Beachvolleyboll vid panamerikanska spelen 2011 spelades i Guadalajara, Mexiko under perioden 17–23 oktober 2011.

## Medaljsummering
| Pl. | Nation      | Guld | Guld | Silver | Silver | Brons | Brons | Totalt |
| Pl. | Nation      | H    | D    | H      | D      | H     | D     | Totalt |
| --- | ----------- | ---- | ---- | ------ | ------ | ----- | ----- | ------ |
| 1   | Brasilien   | 1    | 1    |        |        |       |       | 2      |
| 2   | Mexiko      |      |      |        | 1      |       |       | 1      |
| 2   | Venezuela   |      |      | 1      |        |       |       | 1      |
| 4   | Argentina   |      |      |        |        | 1     |       | 1      |
| 4   | Puerto Rico |      |      |        |        |       | 1     | 1      |

| Spel                | Guld                                           | Silver                                  | Brons                                            |
| Damernas turnering  | Brasilien · Larissa França, Juliana Felisberta | Mexiko · Bibiana Candelas, Mayra García | Puerto Rico · Yarleen Santiago, Yamileska Yantin |
| Herrarnas turnering | Brasilien · Alison Cerutti, Emanuel Rego       | Venezuela · Igor Hernández, Farid Mussa | Argentina · Santiago Etchgaray, Pablo Suarez     |